# 梅吉姆·馬夫拉伊
梅吉姆·馬夫拉伊（1986年6月9日—）是一位德國出生的阿爾巴尼亞足球運動員。在場上的位置是後衛。他也代表阿爾巴尼亞國家足球隊參賽。